# Albert de Neuville
Albert de Neuville, né à Flémalle-Haute le 1er juin 1864 et mort à Liège le 28 décembre 1924 est un essayiste, critique d'art, poète, bibliophilie, mécène et collectionneur belge.

## Biographie
Né le 1er juin 1864 à Flémalle-Haute, Albert Marie Pierre Gustave de Neuville est le fils de Pierre-Denis de Neuville (1838-1878), administrateur des charbonnages de Marihaye, et d'Othilie Orban (1838-1919), petite-fille d'Henri-Joseph Orban. Il commence ses humanités classiques au collège Saint-Michel de Bruxelles en 1878, ne gardant pas un bon souvenir de son séjour dans cette institution, et les achève au collège Saint-Servais de Liège en 1882. La même année il commence des études de droit à l'université de Liège, où il suit entre autres les cours de Godefroid Kurth, qu'il n'achève pas car il a une fille en 1886 avec sa compagne Marie Tilman et décide de se centrer sur son nouveau rôle de père.
Grâce aux « privilèges de la fortune », il peut se consacrer entièrement à son « œuvre de bibliophile, de collectionneur, de critique d'art et de mécène ». Il constitue au fil des années une vaste collection de livres rares, qu'il finit par cataloguer en 1914, mais aussi de dessins et de gravures. Il voyage habituellement à Paris, s'y liant d'amitié avec Georges Duhamel et Charles Vildrac, mais aussi en Russie et aux Pays-Bas. Il développe aussi, en tant que trésorier-secrétaire de l'Association des peintres-graveurs de Belgique, des « relations de travail et de mutuelle estime » avec l'artiste James Ensor. À Liège, son influence s'exerce principalement au travers de son poste de président de la Société royale des beaux-arts de Liège qui lui permet d'organiser les Salons des Beaux-Arts qui y ont lieu. Il remplit « sa tâche avec efficacité et modestie et occupe une place remarquée dans l'essor culturel de la Cité Ardente ».
Il collabore activement avec Jules Destrée dans l'organisation de l'Exposition des Arts anciens du Hainaut qui a lieu durant l'Exposition de Charleroi de 1911 et « multiplie les initiatives philanthropiques destinées à aider les artistes dans le besoin » durant la Première Guerre mondiale. Son goût pour la littérature ne le quittera pas : il est l'auteur de nombreux articles dans différents périodiques, d'une pièce de théâtre (Orage aux cordillières), d'un recueil de petits poèmes Haïkaï et Tankas (Épigrammes à la japonaise), de plusieurs études d'artistes (François Maréchal en 1906, Gilles Demarteau en 1920, Georges Petit en 1921 et Auguste Donnay en 1922), et enfin d'un ouvrage posthume (Pensées d'un silencieux) « où se trouve exposée sa conception de la vie, à travers l'art et les artistes, l'esthétique, les tableaux, les femmes et l'amour, les paysages d'Ardenne, la politique ». 
Albert de Neuville, l'« ami des arts », meurt le 28 décembre 1924 à Liège, des suites d'une affection cardiaque et il est inhumé le 31 décembre 1924 au cimetière de Petit-Rechain. La rubrique nécrologique du journal La Meuse remarque, qu'avec ce décès, « notre cité perd [...] l'un de ses plus fervents admirateurs et l'un des meilleurs serviteurs de l'art, qu'il ne cessa d'encourager de toutes manières, avec la
plus louable générosité ».

## Publications (sélection)
- « Catalogue de l'oeuvre gravé de M. François Maréchal : Conférence faite au Cercle athlétique liégeois, le 15 décembre 1905 », Wallonia, vol. XIVe année, no 1,‎ janvier 1906, p. 1-38 (OCLC 1400223349)
- Bibliothèque de Mr Albert de Neuville : catalogue, Liège, 1914, 117 p. (OCLC 1400862688)
- La Femme et le livre, Liége, M. Thone, 1918, 55 p. (OCLC 458860206)
- Gilles Demarteau, Turnhout, Brepols, coll. « Les grands Belges », 1920, 28 p. (OCLC 470146460)
- « À propos du Salon triennal de Liège », La Vie wallonne : revue mensuelle illustrée, Liège, Imp. G. Thone, vol. I,‎ 1920-1921, p. 433-438 (lire en ligne)
- Épigrammes à la japonaise, Paris - Liège, Ch. Bosse - Impr. Desoer, 1921, 76 p. (OCLC 1400349722)
- Georges Petit : sculpteur, médailleur et peintre, Liège, Thone, 1923, 50 p. (OCLC 901560632)
- Pensées d'un silencieux, Bruxelles, Renaissance du livre, 1929, 159 p. (OCLC 77878938)

## Expositions
- 1996 : Albert de Neuville (1864-1924) : un mécène liégeois, juillet, Musée d'Art Moderne et d'Art Contemporain, Liège[11].

## Distinctions
- Chevalier de l'ordre de Léopold[9].
- Chevalier de la Légion d'honneur[9].